# .NET
.NET (ранее известна как .NET Core) — модульная платформа для разработки программного обеспечения с открытым исходным кодом.
Совместима с такими операционными системами как Windows, Linux и macOS, а так же мобильными Android и iOS. Была выпущена компанией Microsoft.
У платформы есть собственное сообщество на GitHub.
Поддерживает следующие языки программирования: C#, Visual Basic .NET (частично) и F#.

## История
| Версия              | Дата выхода                      | Версия Visual Studio             | Конец поддержки      |
| ------------------- | -------------------------------- | -------------------------------- | -------------------- |
| .NET Core 1.0       | 27 июня 2016 года                | Visual Studio 2015 Update 3      | 27 июня 2019 года    |
| .NET Core 1.1       | 16 ноября 2016 года              | Visual Studio 2017, версия 15.0  | 27 июня 2019 года    |
| .NET Core 2.0       | 14 августа 2017 года             | Visual Studio 2017, версия 15.3  | 1 октября 2018 года  |
| .NET Core 2.1 (LTS) | 30 мая 2018 года                 | Visual Studio 2017, версия 15.7  | 21 августа 2021 года |
| .NET Core 2.2       | 4 декабря 2018 года              | Visual Studio 2019, версия 16.0  | 23 декабря 2019 года |
| .NET Core 3.0       | 23 сентября 2019                 | Visual Studio 2019, версия 16.3  | 3 марта 2020 года    |
| .NET Core 3.1 (LTS) | 3 декабря 2019 года              | Visual Studio 2019, версия 16.7  | 13 декабря 2022 года |
| .NET 5              | 20 ноября 2020 года              | Visual Studio 2019, версия 16.11 | 10 мая 2022 года     |
| .NET 6 (LTS)        | 8 ноября 2021 года               | Visual Studio 2022, версия 17.0  | 12 ноября 2024 года  |
| .NET 7              | 8 ноября 2022 года               | Visual Studio 2022, версия 17.4  | 14 мая 2024 года     |
| .NET 8 (LTS)        | 14 ноября 2023 года              | Visual Studio 2022, версия 17.8  | 10 ноября 2026 года  |
| .NET 9              | 12 ноября 2024 года              | Visual Studio 2022, версия 17.12 | 12 мая 2026 года     |
| .NET 10 (LTS)       | ноябрь 2025 года (запланировано) |                                  |                      |
| .NET 11             | ноябрь 2026 года (запланировано) |                                  |                      |

Как и было объявлено, начиная с .NET 5, версии платформа стала называться .NET (без использования «Core» в названии), что символизирует объединение .NET Core, Mono и .NET Framework.

## Архитектура
.NET основана на .NET Framework. Платформа .NET отличается от неё модульностью, кроссплатформенностью, возможностью применения облачных технологий, и тем, что в ней произошло разделение между библиотекой CoreFX и средой выполнения CoreCLR.
.NET — модульная платформа. Каждый её компонент обновляется через менеджер пакетов NuGet, а значит можно обновлять её модули по отдельности, в то время как .NET Framework обновляется целиком. Каждое приложение может работать с разными модулями и не зависит от единого обновления платформы.
CoreFX — это библиотека, интегрированная в .NET. Среди её компонентов: System.Collections, System.IO, System.Xml.
CoreCLR — это среда выполнения, включающая в себя RyuJIT (JIT-компилятор), встроенный сборщик мусора и другие компоненты.